# Powerade

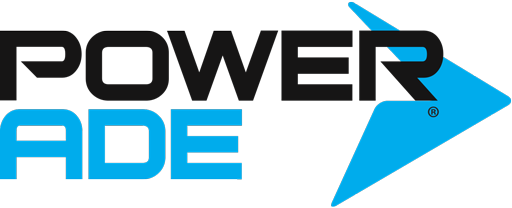
Logo Powerade

Powerade – napój izotoniczny produkowany przez koncern The Coca-Cola Company od roku 1988. Przeznaczony jest przede wszystkim dla sportowców oraz osób, które wykonują zajęcia wymagające długotrwałego, dużego wysiłku fizycznego, tracąc z wydzielanym przez skórę potem sole mineralne i mikroelementy niezbędne do prawidłowego funkcjonowania organizmu.

## Zawody
Powerade, jako marka napoju izotonicznego jest sponsorem tytularnym zawodów w Kolarstwie Górskim MTB o nazwie Powerade MTB Marathon. Jest także jednym ze sponsorów klubu piłkarskiego Śląsk Wrocław. Oprócz tego propaguje sport i aktywność fizyczną sponsorując i organizując różnorakie zawody i festyny sportowe. 

## Skład
- woda
- dekstroza
- maltodekstryna
- regulatory kwasowości:
  - kwas cytrynowy
  - cytrynian sodu
  - cytrynian potasu
- Aromaty, stabilizatory:
  - Naturalne Aromaty
- Witaminy:
  - niacyna
  - E
  - kwas pantotenowy
  - B6
  - biotyna
- Substancje słodzące:
  - aspartam
  - acesulfam-K
- barwnik:
  - zależnie od wersji błękit brylantowy FCF, czerwień koszenilowa i inne.

Zawiera cukier i substancje słodzące. Zawiera źródło fenyloalaniny.